# Toyota Corolla
Toyota Corolla er modelbetegnelsen for en personbil i den lille mellemklasse, som siden 1966 er blevet fremstillet af det japanske Toyota Motor Corporation i flere forskellige udførelser.
Af Corolla er der i tidens løb blevet udviklet mange forskellige udførelser. Til de mest kendte hører den i sommeren 1968 introducerede Corolla Sprinter (bedre udstyret version), Corolla Levin (coupéversion) og Sprinter Trueno (coupéversion af Corolla E70 med baghjulstræk). Til sidst kom den kompakte MPV Corolla Verso på markedet.
Hvor Corolla på de europæiske hovedmarkeder (Danmark, Tyskland, Frankrig, Italien og Storbritannien) i foråret 2007 blev afløst af efterfølgeren Auris, sælges modelserien på visse europæiske markeder samt på andre kontinenter fortsat under Corolla-navnet. I slutningen af 2006 præsenteredes en ny Corolla (E14), som findes som sedan (i Japan: Corolla Axis) og som stationcar (Corolla Fielder).
I løbet af modellens historie er personbiler med navnet Corolla ikke kun blevet bygget i Japan, men også i talrige yderligere lande som f.eks. USA, Canada, Brasilien, Venezuela, Kina, Taiwan, Malaysia, Bangladesh, Pakistan, Tyrkiet, Thailand, Indien, Storbritannien samt Filippinerne. I et joint venture med General Motors fremstilles i Californien de på Corolla baserede modeller Chevrolet Nova og Chevrolet hhv. Geo Prizm. Ligeledes med Corolla beslægtet var Charmant fra den til Toyota-koncernen hørende bilfabrikant Daihatsu.

## Generelt
Toyota Corolla er verdens mest solgte bil, som er blevet produceret i mere end 35.000.000 eksemplarer og dermed har overgået Volkswagen Type 1. Dog handler det om 10 modelgenerationer med grundlæggende konceptionelle modifikationer som f.eks. overgang fra bag- til forhjulstræk. Derudover er også til dato selvstændige modeller blevet integreret i Corolla-serien.
Corolla gælder som en meget tilforladelig bil, hvilket også bekræftes af fejlstatistikker og beretninger fra det tyske TÜV.

## Corolla (E10, 1966−1970)
I maj 1966 introducerede Toyota som ekstra model mellem Toyota 800 (forløberen for Toyota Starlet) og Toyota Corona Corolla, i første omgang som todørs sedan. I august 1967 fulgte den firedørs sedan og den tredørs stationcar, og i august 1968 en coupé med navnet Corolla Sprinter. Fra starten af 1969 kom der med Corolla SL stærkere versioner af todørsudgaven på markedet.
Corolla var udstyret med stiv bagaksel med bladfjedre, fjederbensaksel foran, baghjulstræk og en firecylindret rækkemotor, som med et slagvolume på 1077 cm³ ydede 60 hk hhv. i SL-modellen med højere kompression 73 hk (44 hhv. 54 kW). I efteråret 1969 øgedes slagvolumet til 1166 cm³ og effekten til 65 (SL: 78) hk.
Eksporten af Corolla til USA, hvor Toyota havde været på markedet siden 1958, begyndte i sommeren 1968 til priser fra 1668 US$, en Opel Kadett B kostede til sammenligning fra 1785 US$.

## Corolla (E20, 1970−1974)
I maj 1970 introduceredes anden generation af Corolla med 5 cm længere akselafstand. Karrosserivarianterne var de samme som hos forgængeren. Sprinter-modellen blev til sin egen modelserie, som også omfattede sedaner, ny var sportsmodellen Sprinter Trueno. Motorprogrammet omfattede motorer på 1,2 liter (68−77 hk), 1,4 liter (86−95 hk) og 1,6 liter (2 dobbelte karburatorer og 115 hk). Ud over fire- og femtrins manuel gearkasse kunne modellen også fås med to- eller tretrins automatgear. Den øvrige teknik (stiv aksel med bladfjedre bagtil, baghjulstræk og blandet bremsesystem) var identisk med forgængeren.
I USA var alle versioner udstyret med 1,6-litersmotoren, som her var udstyret med dobbelt karburator og 102 hk. Coupémodellen bar her navnet SR-5, da den havde fem gear som standardudstyr.
Sedan og coupé blev afløst i april 1974, mens stationcarversionen fortsatte frem til december 1977.

## Corolla (E30/E40/E50/E60, 1974−1979)
I april 1974 introduceredes tredje generation af Corolla i Japan (E30-serien), som igen var vokset i akselafstand (+ 4 cm) og i de udvendige mål men fortsat var baghjulstrukket. Sedanen havde typenummeret E30 eller E31, hardtopcoupéen uden B-søjle E35 eller E37. E40-serien var de japanske Sprinter-modeller, mens E50-serien (E50 og E51) var den senere introducerede combi coupé (Liftback) og sportscoupéen. I nogle europæiske lande solgtes den til E4-serien hørende coupé Trueno, som også dannede basis for de senere sportscoupé- og Liftback-modeller fra E50-serien.
På det japanske hjemmemarked fik alle modeller fra 1977 nye typebetegnelser på grund af nye udstødningsnormer og de dertil hørende nye motorer, så programmet fremover kun omfattede E50-serien (alle Corolla-modeller) og E60-serien (alle Sprinter-modeller).
I slutningen af 1976 introduceredes Corolla Liftback, en tredørs sportsstationcar lignende Lancia Beta HPE; baseret på Liftback fandtes også en hardtopsedan, som ikke solgtes i Europa. I Japan fandtes modellen med motorer fra 1,2 til 1,6 liter, i topmodellerne af Sprinter og Corolla også med to overliggende knastaksler.
Serien kom til Europa i marts 1975, i starten i de kendte karrosseriversioner i kombination med 1,2-litersmotor (40 kW/54 hk). I november 1976 fulgte Liftback, som fandtes som 1600 (53 kW/72 hk) og som 1600 GSL (dobbelt karburator, 62 kW/84 hk).

### Motorer

#### Europa
- 1,2 liter − 1166 cm³ 4 cyl. OHV med 40 kW (54 hk); 3K-H (KE30, KE35, KE36, KE50)
- 1,2 liter − 1166 cm³ 4 cyl. OHV med 48 kW (65 hk); 3K-B (KE35)
- 1,6 liter − 1588 cm³ 4 cyl. OHV med 53 kW (72 hk); 2T (TE47, TE51)
- 1,6 liter − 1588 cm³ 4 cyl. OHV med 62 kW (84 hk); 2T-B (TE47, TE51)
- 1,6 liter − 1588 cm³ 4 cyl. DOHC med 79 kW (107 hk); 2T-G (TE47)

Effekten kan være forskellig fra land til land.

#### Udenfor Europa

##### Japansk version
- 1,2 liter − 1166 cm³ 4 cyl. OHV 3K-U (KE30, KE35, KE36, KE40, KE45)
- 1,3 liter − 1290 cm³ 4 cyl. OHV 4K-U (KE55, KE65)
- 1,4 liter − 1407 cm³ 4 cyl. OHV 1T (TE30, TE35, TE36, TE40, TE45, TE50)
- 1,4 liter − 1407 cm³ 4 cyl. OHV 1T-U (TE50, TE60)
- 1,6 liter − 1588 cm³ 4 cyl. OHV 2T-U (TE51, TE61)
- 1,6 liter − 1588 cm³ 4 cyl. OHV 12T (TE52, TE62)
- 1,6 liter − 1588 cm³ 4 cyl. OHV 12T-U (TE55, TE65)
- 1,6 liter − 1588 cm³ 4 cyl. DOHC 2T-GEU (Gen 1: TE51, TE61 − Gen 2: TE55, TE65)

##### Amerikansk version
- 1,2 liter − 1166 cm³ 4 cyl. OHV 3K-C (KE30, KE36)
- 1,6 liter − 1588 cm³ 4 cyl. OHV 2T-C (TE31, TE37, TE38, TE51)

## Corolla (E70, 1979−1983)
I september 1979 kom Corolla E70 på markedet, igen som sedan, coupé, stationcar, Liftback og Hardtop. Radstanden steg med 30 mm til 2400 mm, i Japan lå motorstørrelserne på 1,3, 1,5, 1,6 og 1,8 liter (54−85 kW/73−115 hk). Den største nyhed på E70 var ud over det mere moderne, kantede karrosseri erstatningen af bladfjedre på bagakslen af langslænker, panhardstav og skruefjedre; stationcarudgaven beholdt dog bladfjederakslen.
I Europa solgtes fra efteråret 1979 den to- og firedørs sedan, den femdørs stationcar og Liftback, sidstnævnte som 1300 DX (44 kW/60 hk) og 1600 (54−81 kW/73−110 hk) og de øvrige versioner kun med 1,3-litersmotoren, hvis effekt i 1982 blev øget til 48 kW (65 hk).
I efteråret 1981 blev Corolla-serien modificeret med nye for- og baglygter.
Fra august 1982 kunne 1,6-litersmotoren også fås til sedanmodellen, fra februar 1983 også en 1,8-liters dieselmotor (47 kW/64 hk).
Sedan, Liftback, coupé og Hardtop afløstes i maj 1983 afløst af den forhjulstrukne Corolla E80. Stationcarversionen med baghjulstræk blev dog fortsat bygget i modificeret form frem til august 1987.

### Motorer

#### Europa
Benzin
- 1,3 liter − 1290 cm³ 4 cyl. OHV med 44 kW (60 hk) / 48 kW (65 hk) fra 11/1981; 4K (KE70)
- 1,6 liter − 1588 cm³ 4 cyl. OHV med 54 kW (73 hk) / 55 kW (75 hk) fra 11/1981; 2T (TE71)
- 1,6 liter − 1588 cm³ 4 cyl. OHV med 63 kW (86 hk); 2T-B (TE71)
- 1,6 liter − 1588 cm³ 4 cyl. DOHC med 81 kW (110 hk); 2T-G (TE71)
- 1,8 liter − 1770 cm³ 4 cyl. OHV med 59 kW (80 hk); 3T-C (kun Schweiz og Sverige) (TE72)

Diesel
- 1,8 liter − 1839 cm³ 4 cyl. OHC med 47 kW (64 hk); 1C (CE70)

#### Udenfor Europa

##### Japansk version
Benzin
- 1,3 liter − 1290 cm³ 4 cyl. OHV med 53 kW (72 hk); 4K-U/4K-U II (KE70, KE73G)
- 1,3 liter − 1290 cm³ 4 cyl. OHV med 51 kW (69 hk); 4K-J (KE71V, KE72V)
- 1,5 liter − 1452 cm³ 4 cyl. OHC med 59 kW (80 hk); 3A-U/3A-U II (AE70)
- 1,5 liter − 1486 cm³ 4 cyl. OHV med 61 kW (83 hk); 5K-J (KE74V)
- 1,6 liter − 1588 cm³ 4 cyl. OHV med 63 kW (86 hk); 12T-J (TE73V, TE74V)
- 1,6 liter − 1588 cm³ 4 cyl. DOHC med 85 kW (115 hk); 2T-GEU (TE71)
- 1,8 liter − 1770 cm³ 4 cyl. OHV med 70 kW (95 hk); 13T-U (TE70)

Diesel
- 1,8 liter − 1839 cm³ 4 cyl. OHC med 48 kW (65 hk); 1C (CE71, CE72)

##### Amerikansk version
- 1,6 liter − 1587 cm³ 4 cyl. OHC 4A-C (AE71)
- 1,8 liter − 1770 cm³ 4 cyl. OHV 3T-C (TE72)

- Toyota Corolla sedan (1981–1983)
- Toyota Corolla Liftback (1981–1983)
- Toyota Corolla stationcar
- Toyota Corolla Van (1981–1983)

## Corolla (E80, 1983−1987)

### Sedan og Compact (E80/E82)
I maj 1983 kom Corolla E80 med forhjulstræk og flerleddet bagaksel på markedet som firedørs sedan og femdørs combi coupé, i oktober samme år fulgte den kortere tre- og femdørs hatchback, som i Japan hed Corolla FX og i Europa Corolla Compact. På det japanske hjemmemarked gik motorprogrammet fra 1,3 til 1,6 liter (60 kW/82 hk−95 kW/129 hk), og fra 1985 kunne dieselmotoren på 1,8 liter også leveres.
I USA blev fire- og femdørsudgaverne delvist importeret fra Japan og delvist fremstillet på en ny fabrik i Californien, hvor også den af E80 afledte Chevrolet Nova blev bygget. Bilen fandtes med en 1,6-liters SOHC-motor (55 kW/75 hk) og en DOHC-udgave af samme motor (81 kW/110 hk).
Modellen kom på markedet i Europa i august 1983 med 1,3-litersmotor (51 kW/70 hk).
I april 1984 tilkom Liftback 1600 (62 kW/84 hk), og i 1985 fulgte Corolla Compact. Samtidig blev den hidtidige 1,3-litersmotor afløst af en ny konstruktion med tre ventiler pr. cylinder og 55 kW (75 hk). Fra marts 1985 kunne modellen også fås med 1,8-liters dieselmotoren.

### Coupé (AE85/AE86)
På basis af forgængermodellerne solgte Toyota fortsat sportslige Corolla-modeller med baghjulstræk. I Japan solgtes disse coupéer under navnene Corolla Levin og Sprinter Trueno, i USA hed bilen Corolla GT-S. På hjemmemarkedet kunne modellen fås med en 1,5-liters OHC-motor med 63 kW (86 hk) og en 1,6-litersmotor med to overliggende knastaksler (96 kW/130 hk); i Nordamerika ydede disse motorer 55 kW (75 hk) hhv. 85 kW (115 hk).
I Europa solgtes alt efter marked enten begge eller kun den ene karrosserivariant. I f.eks. Tyskland kunne sedanversionen fra november 1984 fås med 1,6-liters indsprøjtningsmotoren, som her ydede 91 kW (124 hk) og senere med katalysator 85 kW (115 hk).

## Corolla (E90, 1987−1992)
I maj 1987 debuterede Corolla E90 som firedørs sedan og femdørs combi coupé Liftback, tre- og femdørs hatchback Compact og femdørs stationcar.

### Corolla Tercel 4WD
På mange markeder blev anden generation af den firehjulstrukne stationcar Toyota Tercel (i Japan Sprinter Carib) solgt under navnet Corolla Tercel 4WD.

### Conquest og Tazz
I Sydafrika og Australien blev de tre- og femdørs Compact-modeller fremstillet og solgt som Tazz og Conquest.

### Motorer
Benzin
- 1,3 liter − 1280 cm³ 4 cyl. med 55 kW (75 hk); 2E
- 1,3 liter − 1296 cm³ 4 cyl. med 55 kW (75 hk); 2E-E (med reguleret katalysator)
- 1,6 liter − 1587 cm³ 4 cyl. med 66 kW (90 hk); 4A-F
- 1,6 liter − 1587 cm³ 4 cyl. med 77 kW (105 hk); 4A-FE
- 1,6 liter − 1587 cm³ 4 cyl. med 85 kW (116 hk); 4A-GE
- 1,6 liter − 1587 cm³ 4 cyl. med 92 kW (125 hk); 4A-GE (Liftback GT-i)
- 1,6 liter − 1587 cm³ 4 cyl. med 107 kW (145 hk); 4A-GZE (frem til 1990 for Japan og USA)
- 1,6 liter − 1587 cm³ 4 cyl. med 122 kW (166 hk); 4A-GZE (fra 1990 i Japan og USA)
- 1,8 liter − 1762 cm³ 4 cyl. med 86 kW (117 hk); 7A-FE (ikke for Europa)

Diesel
- 1,8 liter − 1840 cm³ 4 cyl. med 47 kW (64 hk); 1C
- 1,8 liter − 1840 cm³ 4 cyl. med 49 kW (67 hk); 1C

- Toyota Corolla Liftback
- Bagfra
- Toyota Corolla sedan
- Toyota Corolla stationcar
- Toyota Corolla AllTrac
- Toyota Corolla Coupé

## Corolla (E100, 1991−1997)
Denne generation af Toyota Corolla blev introduceret i Europa i maj 1992 som efterfølger for E90 og bygget frem til april 1997. Produktionen af modellen blev påbegyndt allerede i juni 1991 på den japanske Toyota-fabrik i byen Toyota, hvor modellen blev fremstillet frem til maj 1995, hvor den blev afløst af den nye E110-model. I Tyrkiet blev E100-modellen derimod fremstillet på Toyotasa-Toyota-fabrikken frem til august 1998.
Selv om der blev udviklet en helt ny platform, var modellen teknisk set ikke anderledes end forgængeren. Undervognen var udstyret med McPherson-fjederben hele vejen rundt. Modellen fandtes i karrosserivarianterne tre- og femdørs Compact, firedørs sedan, en stationcar samt den lange femdørs combi coupé kaldet "Liftback".
Motorprogrammet omfattede nu kun tre motorer. Benzinmotorprogrammet omfattede en 1,3-litersmotor (4E-FE) med 65 kW (88 hk), en 1,6'er (4A-FE) med 84 kW (114 hk) og en nyudviklet 2,0-liters dieselmotor med 53 kW (72 hk). Alle motorer var kombineret med en femtrins manuel gearkasse. 1,3'eren kunne som ekstraudstyr leveres med tretrins automatgear, og 1,6'eren med et elektronisk styret firetrins automatgear med overgear. Der fandtes tre udstyrsvarianter: XLi, GLi (kun Liftback 1,6) og Si (kun tredørs 1,6). Som ekstraudstyr kunne modellen leveres med førerairbag og elektronisk skydetag.
I maj 1995 gennemgik Corolla E100 et mindre facelift med små modifikationer på kofangere og kølergrill. Karrosserivarianten "Liftback" udgik, og 1,3 4E-FE motoren ydede nu kun 55 kW (75 hk), men opfyldt nu Euro2-normen. Fra da af var fører- og passagerairbag standardudstyr.

### Motorer
Benzin
- 1,3 12V (2E) − 1296 cm³ 4 cyl. med 53 kW (72 hk); 5/1992−4/1995
- 1,3 XLi (4E-FE) − 1332 cm³ 4 cyl. med 55 kW (75 hk); 9/1995−4/1997
- 1,3 XLi (4E-FE) − 1332 cm³ 4 cyl. med 65 kW (88 hk); 5/1992−9/1995
- 1,6 Si (4A-FE) − 1587 cm³ 4 cyl. med 84 kW (114 hk); 5/1992−4/1997

Diesel
- 2,0 D kat. (2C) − 1975 cm³ 4 cyl. med 53 kW (72 hk); 5/1992−4/1997

- Corolla Compact tredørs
- Corolla Compact femdørs
- Corolla sedan

## Corolla (E110, 1997−2002)
Modelserien E110 blev introduceret i april 1997. Ligesom sin forgænger fandtes også denne model i karrosserivarianterne Compact, Liftback, sedan og stationcar, hvor Compact denne gang kun fandtes som tredørs. Compact-modellen fandtes også i den begrænsede specialserie G6 med sekstrins gearkasse (alu/læder-gearstang), øget udstyrsniveau (som f.eks. spejle, dørhåndtag og kofangere i bilens farve), instrumenter med rød baggrund, front- og tagspoiler samt alufælge med dæk i størrelse 185/65x14. Motorerne blev overtaget fra forgængeren, dog med lidt ændrede specifikationer. Ud over G6-modellen kom der også en til 2500 enheder begrænset specialmodel G6R. G6R fandtes kun i rød og sort og havde 15" alufælge, sportsundervogn, røde sikkerhedsseler og motorhjelm af aluminium.
I februar 2000 gennemgik Corolla E110 et facelift, hvor frem for alt frontpartiet blev modificeret. Forlygterne var nu nyreformede. Samtidig blev alle motorer afløst af nyudviklede med næsten samme slagvolume, men højere effekt og variabel knastakselstyring "VVT-i". Dieselmotoren havde nu commonrail-indsprøjtning "D-4D".

### Motorer
Benzin
- 1,3 liter (4E-FE) − 4 cyl. 1332 cm³ med 63 kW (86 hk); 5/1997−2/2000
- 1,4 liter VVT-i (4ZZ-FE) − 4 cyl. 1398 cm³ med 71 kW (97 hk); 2/2000−1/2002
- 1,6 liter (4A-FE) − 4 cyl. 1587 cm³ med 79−81 kW (107−110 hk); 5/1997−2/2000
- 1,6 liter VVT-i (3ZZ-FE) − 4 cyl. 1598 cm³ med 81 kW (110 hk); 2/2000−1/2002

Diesel
- 1,9 liter (DW8) − 4 cyl. 1868 cm³ med 51 kW (70 hk); 2/2000−1/2002
- 2,0 liter (2C) − 4 cyl. 1975 cm³ med 53 kW (72 hk); 5/1997−2/2000
- 2,0 liter D-4D (1CD-FTV) − 4 cyl. 1995 cm³ med 66 kW (90 hk); 2/2000−1/2002

- Bagfra
- Toyota Corolla sedan (1997–2000)
- Toyota Corolla stationcar (1997–2000)
- Toyota Corolla Compact (2000–2002)
- Toyota Corolla Liftback (2000–2002)
- Bagfra

### Toyota Corolla WRC
Karrosseri
- Længde / bredde / højde: 4100 mm / 1770 mm / 1365 mm
- Akselafstand: 2465 mm
- Sporvidde: 1564 mm fortil / 1556 mm bagtil
- Tankindhold: 90 liter
- Vægt: 1300 kg

Motor
- Type: 3S-GTE firecylindret rækkemotor med turbolader
- Slagvolume: 1998 cm³
- Effekt: 221 kW (300 hk) ved 5500 omdr./min.
- Drejningsmoment: 520 Nm ved 3250 omdr./min.
- Udstødningsrensning: Katalysator

Bil
- Undervogn: McPherson-fjederben
- Bremsesystem: Firkolbet bremsesystem med indvendigt ventilerede skiver
- Hjul/dæk: 18" Michelin hjul
- Gearkasse: Sekstrins
- Træk: Permanent firehjulstræk

## Corolla (E120, 2002−2007)
I januar 2002 kom Corolla E120 på det europæiske marked med et betydeligt mere europæisk design. Sportsudgaverne hed nu Toyota Allex.
Fra forgængeren E110 overtog E120 1,4- og 1,6-liters VVT-i-benzinmotorerne samt dieselmotoren med 66 kW (90 hk). 1,8-liters benzinmotoren i TS kunne for første gang fås i Corolla ligesom den stærkere 2,0-liters dieselmotor. Bilens øvrige konstruktion var i vidt omfang en komplet nyudvikling. Specielt i forhold til komfort og sikkerhed var der mange nyheder i forhold til forgængeren.
Ud over den tre- og femdørs hatchback, den firedørs sedan og stationcaren kunne modellen for første gang fås som kompakt MPV kaldet Corolla Verso. De i starten tilgængelige udstyrsvarianter hed Corolla, Luna, Sol og TS. Som standard havde samtlige versioner femtrins manuel gearkasse (sekstrins i TS). 1,6-liters benzinmotoren kunne som ekstraudstyr bestilles med tretrins automatgear med tilhørende overgear.
I foråret 2004 gennemgik modellen et facelift, som blandt andet udvidede sikkerhedsudstyret (ESP samt otte airbags standard). Ud over mindre optiske modifikationer på kølergrill og lygter samt i kabinen blev også det øvrige udstyr betydeligt mere omfangsrigt.
Motorerne blev let modificeret, og opfyldt nu Euro4-normen, og en ny økonomisk dieselmotor på 1,4 liter med 66 kW (90 hk) kom på markedet. Denne kunne for første gang leveres med en automatiseret manuel gearkasse, kaldet Multimode. Derudover kom det nye topudstyr Executive. Senere tilkom sportsmodellerne Sportschau Edition samt Edition.
Fra februar 2005 blev sportsmodellen TS suppleret med TS Compressor med kompressormotor med 165 kW (224 hk).
I foråret 2007 indstilledes modelserien, som blev afløst af sin efterfølger Auris.

### Motorer
| Model                      | Motortype | Cylindre | Ventiler | Slagvolume cm³ | Effekt kW (hk) | Byggeår     |
| -------------------------- | --------- | -------- | -------- | -------------- | -------------- | ----------- |
| Benzinmotorer              |           |          |          |                |                |             |
| 1.4 VVT-i                  | 4ZZ-FE    | 4        | 16       | 1398           | 71 (97)        | 2002 − 2007 |
| 1.6 VVT-i                  | 3ZZ-FE    | 4        | 16       | 1598           | 81 (110)       | 2002 − 2007 |
| 1.8 TS (VVTL-i)            | 2ZZ-GE    | 4        | 16       | 1796           | 141 (192)      | 2002 − 2005 |
| 1.8 TS (VVTL-i, kompresor) | 2ZZ-GE    | 4        | 16       | 1796           | 165 (224)      | 2005 − 2006 |
| Dieselmotorer              |           |          |          |                |                |             |
| 1.4 D-4D                   | 1ND-TV    | 4        | 8        | 1364           | 66 (90)        | 2004 − 2007 |
| 2.0 D-4D                   | 1CD-FTV   | 4        | 16       | 1995           | 66 (90)        | 2002 − 2004 |
| 2.0 D-4D                   | 1CD-FTV   | 4        | 16       | 1995           | 81 (110)       | 2002 − 2003 |
| 2.0 D-4D                   | 1CD-FTV   | 4        | 16       | 1995           | 85 (116)       | 2003 − 2007 |

- Toyota Corolla sedan (2002–2004)
- Bagfra
- Toyota Corolla stationcar (2002–2004)
- Toyota Corolla hatchback (2004–2007)
- Toyota Corolla stationcar (2004–2007)

## Corolla (E14/E15, 2006−)
I efteråret 2006 debuterede den seneste Corolla, som deler sin tekniske basis med Auris. For første gang fremstilledes to helt forskellige modeller, den lidt kortere (E14) til det japanske marked og den længere (E15) til Nordamerika og resten af verden.
E14 blev præsenteret i oktober 2006 og findes som firedørs sedan (Corolla Axio) og femdørs stationcar (Corolla Fielder) med en længde på 4410 mm. Bilen findes med en 1,5-liters firecylindret motor med 81 kW (110 hk) og en 1,8-litersmotor med 100 kW (136 hk). Ud over de forhjulstrukne versioner findes der også firehjulstrukne versioner. De fleste Corollaer af denne generation er udstyret med en trinløs CVT-gearkasse, men der findes også versioner med femtrins manuel gearkasse.
I november 2006 introduceredes Corolla E15 til resten af verden, som deler akselafstand (2600 mm) med E14, men med 4540 mm er lidt længere og udelukkende findes som firedørs sedan. Modellen fås alt efter marked med flere forskellige motorer. I Nordamerika har Corolla firecylindrede motorer med to overliggende knastaksler, 16 ventiler og variabel ventilstyring med slagvolume på 1,8 eller 2,4 liter og effekt på 98 kW (133 hk) hhv. 118 kW (160 hk); bilerne er som standard udstyret med femtrins manuel gearkasse, men kan dog mod merpris leveres med fire- eller femtrins automatgear. I Japan fås med identisk teknik Corolla Rumion (akselafstand 2600 mm, længde 4210 mm), en kantet kompakt MPV, som i større udførelse sælges under navnet Toyota bB.
I foråret 2009 fulgte samtidig med introduktionen af Toyota Verso et facelift af Corolla E14/E15. Siden da har Allex-modellerne heddet Toyota Klinge.

## Corolla Verso (2001−2009)
Mellem november 2001 og marts 2009 fandtes Corolla som kompakt MPV under navnet Corolla Verso med fem eller syv siddepladser. Sådanne biler havde tidligere fandtes i Toyotas modelprogram, men Corolla Verso var den første af typen som solgtes i Europa.
Ved introduktionen i efteråret 2001 var Corolla Verso den eneste af fem helt nyintroducerede karrosserivarianter, som blev importeret fra Japan. Fra foråret 2004 og frem blev Corolla Verso-modellerne til det europæiske marked fremstillet i Adapazari, Tyrkiet. Samme år introducerede Toyota anden generation af den kompakte MPV, som fra efteråret 2005 kunne købes med en ny 2,2-liters dieselmotor.
Den nye 2,2-liters dieselmotor var med en maksimal effekt på 130 kW (177 hk) den stærkeste dieselmotor i en kompakt MPV. Bilen var udstyret med Toyotas D-CAT-teknologi.
Efterfølgeren er den i april 2009 introducerede Toyota Verso, som samtidig afløste den større Avensis Verso.
- Toyota Corolla Verso (2001–2004)
- Bagfra
- Toyota Corolla Verso (2004–2009)
- Bagfra